# Paramount Streaming

Штаб-квартира CBS Interactive у Сан-Франциско

Paramount Streaming — підрозділ американського багатонаціонального конгломерату засобів масової інформації та розваг Paramount, що контролює технології потокової передачі компанії та пропонує безкоштовні та платні послуги безпосередньо споживачам. Серед них Pluto TV, який має понад 250 прямих і оригінальних каналів і Paramount+, послуга підписки, яка поєднує в собі останні новинки, прямі трансляції новин та спортивних змагань і розваги преміум-класу. Підрозділ очолює Марк ДеБевуаз.

## Історія
Як CBS Interactive
30 травня 2007 року CBS Interactive придбала Last.fm за 140 мільйонів фунтів стерлінгів (280 мільйонів доларів США).

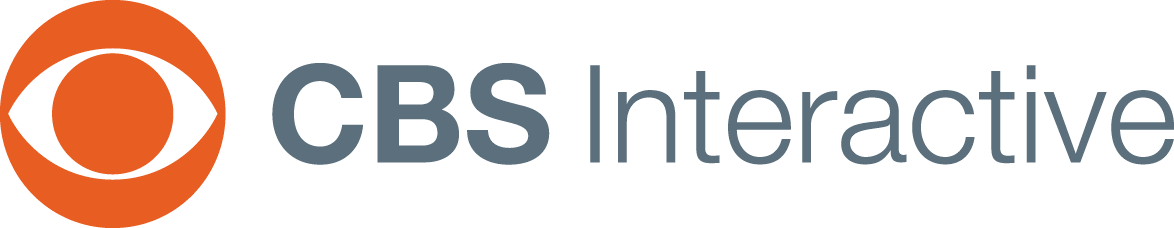
Другий логотип CBS Interactive (2008–2016)

30 червня 2008 року CNET Networks була придбана придбала CBS, а активи перейшли під управління CBS Interactive, включаючи Metacritic, GameSpot, TV.com та Movietome.
15 березня 2012 року було оголошено, що CBS Interactive придбала відеоігровий вебсайт Giant Bomb та комікс-орієнтований вебсайт Comic Vine у Whiskey Media, які продали свої інші вебсайти компанії BermanBraun. Цей випадок ознаменувався поверненням відеоігрового журналіста Джефф Герстманн до підрозділу відеоігрових вебсайтів CBS Interactive, в який входять GameSpot та GameFAQs, та співпрацею Герстманна безпосередньо з деякими своїми колишніми колегами із GameSpot у тій  же будівлі, де розташована штаб-квартира CBS Interactive.
17 квітня 2012 року було оголошено, що Major League Gaming та CBS Interactive розпочнуть партнерство з Twitch, з метою стати єдиним ексклюзивним транслятором своїх змагань Pro Circuit, а також з метою надавати рекламні послуги.

Третій логотип CBS Interactive (2016–2021)

Від повторного злиття CBS Corp./Viacom і донині
4 листопада 2019 року Variety повідомило, що Джим Ланзон залишить компанію після 9 років роботи, щоб стати виконавчим директором в резиденції Benchmark Capital, а його наступником стане Марк Дебевуаз.
4 грудня 2019 року материнська компанія CBS Corporation об'єдналася з дочірньою компанією Viacom, утворивши ViacomCBS і CBS Interactive перейшла під її управління.
14 вересня 2020 року було оголошено, що Red Ventures придбає «CNET Media Group» у ViacomCBS за 500 мільйонів доларів, угода була закрита 30 жовтня 2020 року.

Логотип ViacomCBS Streaming (2021–2022)

ViacomCBS Streaming було перейменовано на «Paramount Streaming» відповідно до ребрендингу материнської компанії ViacomCBS на Paramount Global у лютому 2022 року.

## Активи
Серед цифрових медіа Paramount Streaming є
- Paramount+
- Showtime (OTT)
- Pluto TV
- BET+
- Noggin
- CBS News (потоковий сервіс)
  - CBS Sports HQ
- ET Live (трансляційний синдикатор)

Вилучені/закриті
Коли компанія була відома як CBS Interactive, вона володіла кількома веб-сайтами, більшість з яких були продані Red Ventures у 2020 році. Серед переданих вебсайтів: Radio.com, BNET, CNET, Download.com, TechRepublic, ZDNet, GameFAQs, GameSpot, Giant Bomb, onGamers, TVGuide.com, Chowhound, TV.com, Metacritic, Comic Vine, GameRankings, MetroLyrics і UrbanBaby.